# Вьюнка (Брянская область)
Вьюнка — деревня в Клинцовском районе Брянской области в составе Коржовоголубовского сельского поселения.

## География
Находится в западной части Брянской области на расстоянии приблизительно 2 км на север-северо-восток по прямой от районного центра города Клинцы.

## История
Упоминалась с середины XIX века. Состоит из двух частей: Старая Вьюнка (бывший хутор Вьюнка) и посёлок Вьюнки, где расположен усадебно-парковый комплекс бывшей виллы фабриканта Д.Сапожкова (1910—1912; с 1922 — санаторий, дом отдыха). 
В 1859 году здесь (хутор Суражского уезда Черниговской губернии) учтено было 3 двора, в 1892—6 дворов.
В середине XX века работал колхоз «Красный строитель».

## Население
Численность населения: 34 человека (1859), 58 человек (1892), 463 человек (2002), 433 человек (2010) 435 человек (2013), 422 человека (2017), 426 человек (2021).